# Кјеза Нуова ди Марцаљија
Кјеза Нуова ди Марцаљија (итал. Chiesa Nuova DI Marzaglia) јесте насеље у Италији у округу Модена, региону Емилија-Ромања.
Према процени из 2011. у насељу је живело 467 становника. Насеље се налази на надморској висини од 59 м.